# Burton-on-Yore
Burton-on-Yore – civil parish w Anglii, w North Yorkshire, w dystrykcie (unitary authority) North Yorkshire. W 2001 civil parish liczyła 81 mieszkańców.